# De vijf van de vierdaagse
De vijf van de vierdaagse é um filme de comédia dramática neerlandês lançado em 1974 sob direção de René van Nie.

## Elenco
- Jan Blaaser - Johannes Everhart
- Jon Bluming - Cornelis Hoeding
- Arnie Breeveld - Hendrik Kater
- John Kraaijkamp sr. - Ome Dirk
- René van Asten - Pieter van Veen